# 張行成 (宋朝)
張行成（?—?），字文饒，一字子饒。邛州臨邛（今四川邛崍）人。
師從邵雍，“學康節先生易幾十年”，人稱觀物先生。紹興年間進士，歷官成都府路鈐轄司斡辦公事、除直徽閣，官至兵部郎中。精於《易經》，通術數之學，著有《周易述衍》、《元包數總義》、《皇極經世索隱》、《皇極經世觀物外篇衍義》、《觀物內外篇解》、《易通變》、《翼元》等易書七種。其中《元包數總義》是對《元包經》的演繹。